# Hansonorum pauli
Hansonorum pauli är en stekelart som beskrevs av Marsh 2002. Hansonorum pauli ingår i släktet Hansonorum och familjen bracksteklar. Inga underarter finns listade i Catalogue of Life.